# Martín Alaníz
Martín Alaníz, vollständiger Name Diego Martín Alaníz Ávila, (* 19. Februar 1993 in Melo) ist ein uruguayischer Fußballspieler.

## Karriere
Der 1,75 Meter große Mittelfeldakteur Alaníz stand zu Beginn seiner Karriere bis Januar 2013 in Reihen des in Las Piedras beheimateten uruguayischen Vereins Juventud. Von dort wechselte er in jenem Monat zum Ligakonkurrenten River Plate Montevideo. In der restlichen Spielzeit 2012/13 lief er dort zehnmal in der Primera División auf. Ein Tor schoss er nicht. In der folgenden Saison bestritt er weitere 25 Erstligaspiele und erzielte drei Treffer. Zudem kam er in drei Partien der Copa Sudamericana 2013 zum Einsatz. Nach der Clausura 2014 verließ er die Montevideaner und schloss sich auf Leihbasis dem mexikanischen Klub Monarcas Morelia an. In der Saison 2014/15 wurde er 14-mal (zwei Tore) in der Primera División eingesetzt. Im Januar 2015 lieh River Plate Montevideo Alaníz an den argentinischen Erstligisten Argentinos Juniors aus. Dort lief er in sechs Erstligaspielen und einer Partie (kein Tor) der Copa Argentina auf. Im Juli 2015 kehrte er zu River Plate Montevideo zurück. Er bestritt seither neun Ligaspiele und schoss zwei Tore. Im Dezember 2015 folgte ein Wechsel im Rahmen eines Leihgeschäfts nach Brasilien zu Chapecoense. Dort wurde er dreimal (kein Tor) in der Staatsmeisterschaft von Santa Catarina und zweimal (kein Tor) in der Copa do Brasil eingesetzt. Ende Juli 2016 folgte eine weitere Ausleihe. Aufnehmender Verein war dieses Mal Real Oviedo. Bei den Spaniern absolvierte er fünf Ligaspiele (kein Tor) und eine Partie (kein Tor) in der Copa del Rey. Mitte Januar 2017 lieh ihn der uruguayische Erstligist Racing Club de Montevideo aus. Für die Montevideaner lief er in sechs Erstligaspielen (ein Tor) auf. Mitte März 2017 schloss sich ein weiteres Leihgeschäft mit dem mittlerweile in Guayaquil City FC umbenannten Club Deportivo River Ecuador an. Bislang (Stand: 15. Juli 2017) kam er bei den Ecuadorianern zu 14 Erstligaeinsätzen und schoss sechs Tore.